# 46 v. Chr.
Portal Geschichte | Portal Biografien | Aktuelle Ereignisse | Jahreskalender | Tagesartikel

◄ |
2. Jahrhundert v. Chr. |
1. Jahrhundert v. Chr. |
1. Jahrhundert |
►

◄ | 60er v. Chr. | 50er v. Chr. | 40er v. Chr. | 30er v. Chr. |
20er v. Chr. |
►

◄◄ | ◄ | 49 v. Chr. | 48 v. Chr. | 47 v. Chr. | 46 v. Chr. |
45 v. Chr. |
44 v. Chr. |
43 v. Chr. |
► |
►►
Staatsoberhäupter · Nekrolog

## Ereignisse

### Politik und Weltgeschehen
- Gaius Iulius Caesar tritt sein drittes Consulat im Römischen Reich gemeinsam mit Marcus Aemilius Lepidus an. Letzterer ist auch magister equitum für Caesar in dessen Eigenschaft als dictator.
- 4. Januar: Titus Labienus bleibt in der Schlacht von Ruspina dank zahlenmäßiger Überlegenheit Sieger über die Truppen Gaius Iulius Caesars, dessen Offizier er früher war. Ein Jahr später kommt er im laufenden Bürgerkrieg in der Schlacht von Munda gegen Caesar ums Leben.
- 6. April: Gaius Iulius Caesar besiegt die Anhänger des Senats unter Cato bei Thapsus (vgl. Afrikanischer Krieg) und erhält die Diktatur auf zehn Jahre verliehen.

- Caesar entdeckt die Funktion des Geldes als Machtmittel. Zum ersten Mal wird ein noch lebender römischer Bürger auf einer Münze verewigt. Bis dahin wurden nur historische Ereignisse zur Propaganda abgebildet. Die neuen Münzen sind Ausdruck des Personenkults um den Römischen Diktator.
- Das nordafrikanische Tripolitanien wird römische Provinz.
- Caesar gründet bei Arelate die Militärkolonie Colonia Iulia Paterna Arelate Sextanorum.

### Wissenschaft und Technik
- Caesars Reform des römischen Kalenders läuft. Der römische Kalender wird ab 2. Januar 45 v. Chr. durch den julianischen Kalender ersetzt. Um den neuen Kalender mit dem Sonnenstand in Übereinstimmung zu bringen, wurde das römische Jahr 708 a. u. c. auf 445 Tage verlängert (Verworrenes Jahr). Das letzte Jahr (708 a. u. c.) des römischen Kalenders endet am 1. Januar 45 v. Chr.

### Kultur
- Julius Caesar veranstaltet in Rom die erste Naumachie. Zu diesem Zweck lässt er eigens einen künstlichen See auf dem Marsfeld anlegen. Bei diesem Spektakel wird eine Schlacht zwischen phönizischen und ägyptischen Schiffen dargestellt. An diesem Gefecht nehmen angeblich viertausend Ruderer und zweitausend Decksoldaten teil, so dass nach Schätzungen insgesamt 22 Schiffe beteiligt sind. Der Andrang der Zuschauer ist dabei so groß, dass von außerhalb Roms anreisende Zuschauer auf den Straßen kampieren müssen.

## Gestorben
- Lucius Afranius, römischer Politiker (* um 112 v. Chr.)
- Quintus Caecilius Metellus Pius Scipio, römischer Politiker und Feldherr (* um 97 v. Chr.)
- Marcus Porcius Cato, genannt Cato der Jüngere, römischer Politiker und Feldherr (* 95 v. Chr.)
- Faustus Cornelius Sulla, römischer Politiker (* um 88 v. Chr.)
- Lucius Iulius Caesar, römischer Politiker
- Sextus Iulius Caesar, römischer Politiker (* um 80 v. Chr.)
- Juba I., numidischer König
- Mithridates von Pergamon, Politiker aus Pergamon
- Marcus Petreius, römischer Politiker und Feldherr (* um 110 v. Chr.)
- Vercingetorix, Fürst der gallisch-keltischen Arverner (hingerichtet) (* 82 v. Chr.)
- um 46 v. Chr.: Manius Aemilius Lepidus, römischer Politiker (* vor 108 v. Chr.)
- um 46 v. Chr.: Gaius Aquilius Gallus, römischer Politiker (* um 116 v. Chr.)